# Об'єкт 195
Не варто плутати з американським дослідним танком T95 1950-х років
Об'єкт 195 (ДКР «Удосконалення-88», Т-95) — російський проєкт перспективного основного бойового танка третього покоління, який перебував в розробці в конструкторському бюро УКБТМ (Нижній Тагіл) з 1990 по 2010 роки. Через високий рівень секретності велика частина інформації про цей танк ґрунтується на неперевірених даних.
Головне нововведення — так звана «лафетна компоновка», по якій гармата встановлюється в невеликій безлюдній башті, боєкомплект знаходиться під баштою (за деякими даними, боєкомплект взагалі виведений за межі корпусу шляхом кріплення гондоли з автоматом заряджання до кормової частини безлюдної башти), екіпаж ізольований в невеликій броньованій капсулі в носовій частині корпусу, при цьому його чисельність може бути зменшена до двох осіб.
На танку повинні були бути встановлені перспективна 152-мм гладкоствольна гармата, семикаткова ходова частина (припускається, з гідроактівною підвіскою) і X-подібний дизельний двигун потужністю 1650 к.с.
Наразі фінансування розробки танка припинено.

## Опис
Розробка танка була розпочата ще в СРСР в рамках програми «Удосконалення-88». Радикально новою рисою машини повинна була бути зміна компонування. Екіпаж передбачалося розмістити в спеціальній броньованій капсулі, відокремленій бронюванням від башти і автомата заряджання. Гармата розташовувалося в невеликій башті без екіпажу. Подібна концепція дозволяла значно знизити силует танка, роблячи його менш помітним на полі бою. Також мала значно покращитися безпека екіпажу.
Передбачалося, що маса нового танка складе близько 55 тонн.

## Озброєння
Озброєння танка складалося з 152-мм гармати 2А83 з новим автоматом заряджання. Система керування вогнем повинна була включати тепловізор і, можливо, радар. У бойовому модулі разом з основною гарматою як допоміжне озброєння встановлювалася 30-мм автоматична гармата 2А42. У дистанційно керованій турелі був встановлений 12,7-мм кулемет «Корд».

## Система керування вогнем
Інформація про ціль мала надходити по оптичним, тепловізійним і інфрачервоним каналам, до неї передбачалося включити лазерний далекомір і радіолокаційну станцію. Слід зазначити, що нова компоновка пред'являла дуже жорсткі вимоги до СКВ, оскільки екіпаж був позбавлений можливості користуватися традиційними оптичними приладами. Західні проєкти танків з безлюдною баштою передбачають, що інформація про обстановку на полі бою буде виводитися на екрани, які створять для екіпажу ефект бачення крізь броню в будь-якому напрямку.
Також «Об'єкт 195» планувалося оснастити комплексом «свій-чужий», який дозволив би більш динамічно діяти в складних і швидко мінливих умовах сучасного поля бою.

## Рухливість
Танк імовірно був оснащений новим двигуном потужністю понад 1650 к.с. Таку потужність розвиває перспективний Х-подібний дизельний двигун. Оснащена таким двигуном і трансмісією машина повинна мати високі ходові характеристики і плавність ходу. При цьому шумові характеристики X-подібного двигуна значно досконаліші, ніж у всіх двигунів, якими раніше оснащувалися російські танки. Колінвал в «Об'єкті 195», ймовірно, розташований уздовж осі машини. Це обумовлено компонуванням двигуна і полегшує стиковку з гідромеханічною трансмісією.
Можливо, як двигун збиралися використовувати розроблений на ЧТЗ дизельний двигун А-85-3 (12Н360) — чотиритактний, Х-подібний, 12-циліндровий, з газотурбінним наддувом, рідинним охолодженням з проміжним охолодженням повітря. Об'єм двигуна — майже 35 літрів, потужність — 1650 к.с. (При форсуванні до 2200 к.с.). У порівнянні з попередніми двигунами ЧТЗ він відрізняється істотно меншими розмірами: довжина — 81,3 см, ширина — 130 см, висота — 82 см. Маса двигуна — 1550 кг, запас крутного моменту — 30 %, питома витрата палива — 160 г/к.с.·год. Двигун є абсолютно новою конструкцією і має великий потенціал для збільшення потужності при незначному зростанні габаритних розмірів і ваги.

## Стан проєкту
7 квітня 2010 року заступник міністра оборони, начальник озброєння Збройних сил РФ Володимир Поповкін заявив про припинення фінансування розробки танка «Об'єкт 195» і закриття проєкту. За словами Поповкіна, проєкт машини морально застарів.
На початку липня 2010 року міністр промисловості і науки Свердловської області Олександр Петров заявив, що «Уралвагонзавод» незабаром завершить розробку «Об'єкту 195», яка проводилася самостійно. Однак закриття теми і її безперспективність в очах нинішнього керівництва МО були підтверджені незалежними експертами: причиною відмови МО названа неможливість серійного виробництва машини і її нових складних комплектуючих силами нинішнього російського ВПК.
15 липня 2010 року в Нижньому Тагілі на виставці «Оборона і захист 2010», за повідомленнями преси, вперше відбувся закритий показ танка «Об'єкт 195».
В початку квітня 2011 року гендиректор корпорації «Уралвагонзавод» Олег Сіенко в ході інтерв'ю УОТК «Єрмак» повідомив, що незважаючи на відмову Міністерства оборони РФ фінансувати проєкт і принциповість його позиції з даного питання, «Уралвагонзавод» буде продовжувати роботи по доведенню «Об'єкту 195», ймовірно — спільно з Мінпромторгом.
На заміну «Об'єкту 195» в новій програмі озброєнь прийнята «уніфікована важка платформа» «Армата». Повідомляється, що, незважаючи на заяви Міноборони про моральне старіння «Об'єкту 195» і необхідності принципово нових машин, конструкція платформи «Армата» повинна бути значно простішою і набагато більш консервативною в порівнянні з ним.

## Ймовірні характеристики танка Об'єкт 195
- Екіпаж: 2-3 людини.
- Двигун: перспективний Х-подібний дизельний двигун потужністю 1650—2200 к.с. розробляється в Челябінську.
- Швидкість по шосе: більше 75 км / год.
- Швидкість по пересіченій місцевості: більше 50 км / год.
- Питома потужність: не менше 30 к.с. на тонну.
- Тиск на ґрунт: близько 0,9 кг / см².

Озброєння:
- 152-мм гладкоствольна гармата 2А83.
- 30-мм автоматична гармата 2А42[2]
- Типи боєприпасів: БПС, ОФС, КУВ.
- Кулемети: 1 × 12,7-мм «Корд»
- Система протидії: система «Штора-2», КАЗ «Дрозд-2» або «Штандарт».

Бронювання:
- Багатошарова комбінована з використанням вмонтованого динамічного захисту нового покоління, що розробляється в рамках ДКР «Релікт».

## Інші проєкти
За інформацією західних джерел початку 1980-х років, існував такий варіант компонування перспективного танка. Висота танка — близько 2 м. Гармата з'єднана з обертовим разом з нею бойовим відділенням і автоматичним заряджаючим пристроєм карусельного типу. Два члена екіпажу розміщуються в горизонтальних кріслах. Спостереження за полем бою ведеться з використанням перископів і оптичних приладів. У командира танка є лазерний далекомір і інфрачервоний прилад нічного бачення.
Танк оснащений лазерним пристроєм для ураження оптики прицілів і приладів спостереження танків і ПТРК супротивника (LASAR). Пристрій здійснює огляд місцевості лазерним променем малої потужності і фіксує відбиття від лінз оптичних приладів противника. Виявивши відбиття, він посилає туди лазерний імпульс великої потужності, засліплюючи спостерігача або електронний прилад спостереження. Подібний пристрій зараз дійсно застосовується на китайському танку «Тип 98».
Застосування подібного озброєння частково заборонено ООН відповідно до протоколу IV до Конвенції про конкретні види звичайної зброї від 13 жовтня 1995 року.
Основне озброєння танка — 152-мм гладкоствольна гармата 2А83 з можливістю запуску керованої ракети через ствол.
У баченні омських конструкторів танк майбутнього повинен залишатися ракетно-гарматним, масою до 50 тонн, з гарматою великого калібру, яка винесена з бойового відділення, і артилерійськими снарядами, які не тільки володіють підвищеною потужністю, але і здатні коригуватися по траєкторії (принцип «вистрілив — забув — вразив»). У нього повинно було семиопорне шасі з переднім розташуванням моторно-силової установки і гідропневматичною або регульованою підвіскою. Потужність газотурбінного двигуна на рівні 1800 к.с. (Не виключений симбіоз з дизелем) повинна дозволяти танку розвивати максимальну швидкість не менше 95 км/год, при середній по ґрунтових дорогах до 60 км/год. Розміщення екіпажу до 2 чоловік — в ізольованій рубці управління в найбільш захищеній середній частині корпусу; автоматизована система керування вогнем, комплекс систем життєзабезпечення, ергономічні крісла. Блочно-модульна конструкція перспективного танка дозволить за рахунок заміни функціональних модулів створити сімейство уніфікованих машин: бойової машини підтримки танків, самохідно-артилерійської установки, машини підтримки з протитанковим ракетним комплексом, машини розвідки та управління, роботизованої бойової машини.